# コモンウェルス・カップ

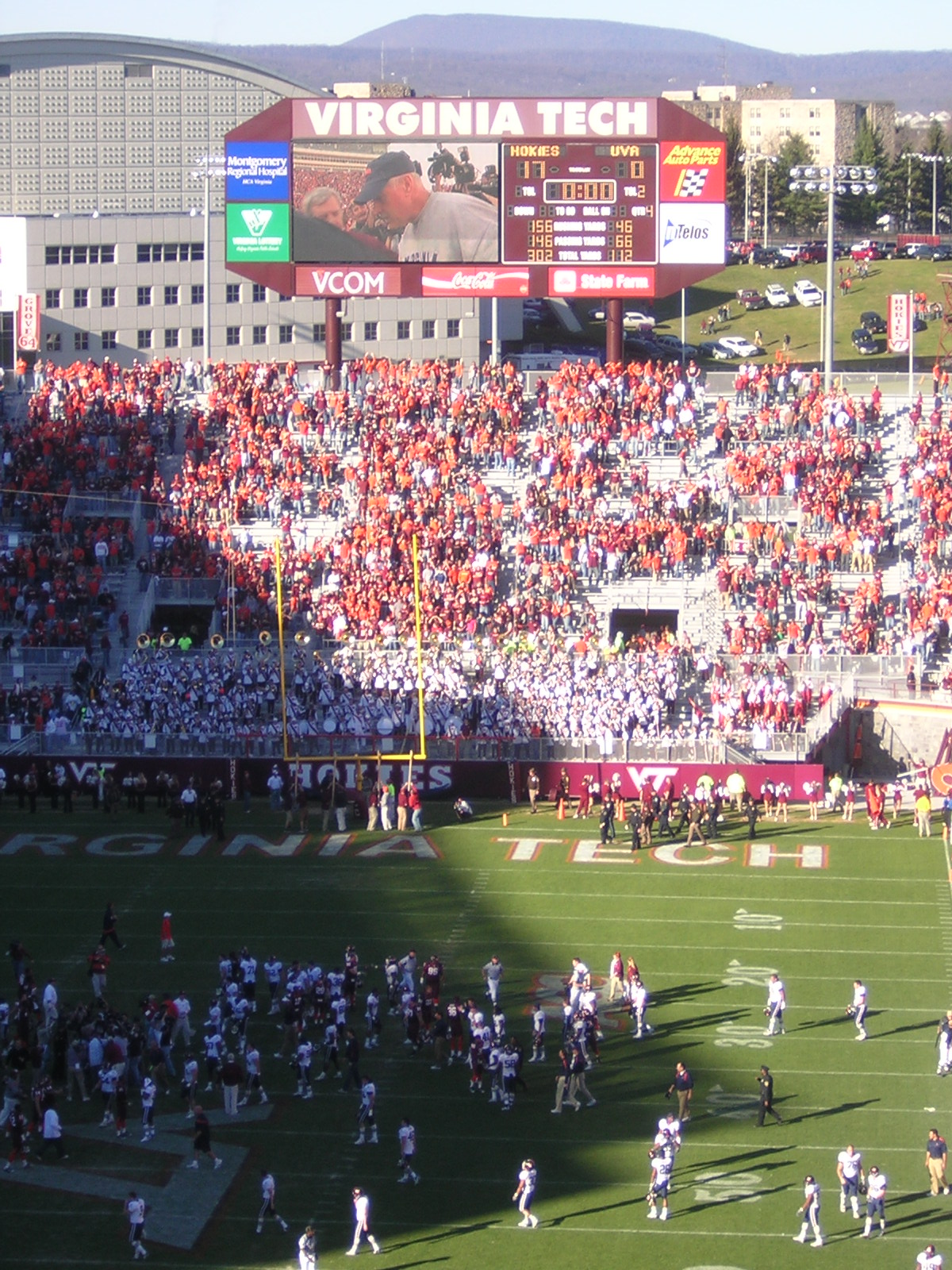
コモンウェルス・カップ（2006年）：試合後に集まる両チームの選手

コモンウェルス・カップ（The Commonwealth Cup ）は、アメリカ合衆国のカレッジフットボールにおける定期戦のひとつ。バージニア・キャバリアーズ（バージニア大学）とバージニアテック・ホーキーズ（バージニア工科大学）との間で争われる試合である。

## 概要
この試合は毎年、基本的に感謝祭（11月の第4木曜日）の週の土曜日に開催され、勝者は翌年の試合で「自慢する権利」（bragging rights ）を手に入れる。
バージニア大学とバージニア工科大学（バージニア・テック）はともにバージニア州にある州立大学であるため、古くからライバル関係にある。両校が初めてフットボールで対戦したのは1895年にさかのぼり、1970年以降は毎年対戦している。しかし、このカップ自体は1996年に始まった比較的新しい対抗戦である。2004年にバージニア工科大学がビッグ・イーストからアトランティック・コースト・カンファレンスに移籍してからは、同じカンファレンスに所属しているため、両校の試合は重要性を増している。
現在は、2008年の試合に 17 - 14 で勝利したバージニア工科大学がカップを保有している。両校のコモンウェルス・カップでの通算成績は、バージニア工科大学 20勝、バージニア大学 3勝。それ以前の対戦も含めた通算成績は、バージニア工科大学 58勝、バージニア大学 37勝、引き分け 5となっている。
カップの名称は、バージニア州の正式名称であるコモンウェルス・オブ・バージニア（Commonwealth of Virginia ）に由来している。

## 戦績
| コモンウェルス・カップ The Commonwealth Cup | コモンウェルス・カップ The Commonwealth Cup | コモンウェルス・カップ The Commonwealth Cup | コモンウェルス・カップ The Commonwealth Cup | コモンウェルス・カップ The Commonwealth Cup |
| ------------------------------------------- | ------------------------------------------- | ------------------------------------------- | ------------------------------------------- | ------------------------------------------- |
|                                             |                                             |                                             |                                             |                                             |
| 年                                          | 月日                                        | 勝者                                        | スコア                                      | 場所                                        |
| 1996年                                      | 11月26日                                    | バージニア工科大                            | 26 - 9                                      | ブラックスバーグ                            |
| 1997年                                      | 11月29日                                    | バージニア大                                | 34 - 20                                     | シャーロッツビル                            |
| 1998年                                      | 11月28日                                    | バージニア大                                | 36 - 32                                     | ブラックスバーグ                            |
| 1999年                                      | 10月2日                                     | バージニア工科大                            | 31 - 7                                      | シャーロッツビル                            |
| 2000年                                      | 11月25日                                    | バージニア工科大                            | 42 - 21                                     | ブラックスバーグ                            |
| 2001年                                      | 11月17日                                    | バージニア工科大                            | 31 - 17                                     | シャーロッツビル                            |
| 2002年                                      | 11月30日                                    | バージニア工科大                            | 21 - 9                                      | ブラックスバーグ                            |
| 2003年                                      | 11月29日                                    | バージニア大                                | 35 - 21                                     | シャーロッツビル                            |
| 2004年                                      | 11月27日                                    | バージニア工科大                            | 24 - 10                                     | ブラックスバーグ                            |
| 2005年                                      | 11月19日                                    | バージニア工科大                            | 52 - 14                                     | シャーロッツビル                            |
| 2006年                                      | 11月25日                                    | バージニア工科大                            | 17 - 0                                      | ブラックスバーグ                            |
| 2007年                                      | 11月24日                                    | バージニア工科大                            | 33 - 21                                     | シャーロッツビル                            |
| 2008年                                      | 11月29日                                    | バージニア工科大                            | 17 - 14                                     | ブラックスバーグ                            |
| 2009年                                      | 11月28日                                    | バージニア工科大                            | 42 - 13                                     | シャーロッツビル                            |
| 2010年                                      | 11月27日                                    | バージニア工科大                            | 37 - 7                                      | ブラックスバーグ                            |
| 2011年                                      | 11月28日                                    | バージニア工科大                            | 38 - 0                                      | シャーロッツビル                            |
| 2012年                                      | 11月24日                                    | バージニア工科大                            | 17 - 14                                     | ブラックスバーグ                            |
| 2013年                                      | 11月30日                                    | バージニア工科大                            | 16 - 6                                      | シャーロッツビル                            |
| 2014年                                      | 11月28日                                    | バージニア工科大                            | 24 - 20                                     | ブラックスバーグ                            |
| 2015年                                      | 11月28日                                    | バージニア工科大                            | 23 - 20                                     | シャーロッツビル                            |
| 2016年                                      | 11月26日                                    | バージニア工科大                            | 52 - 10                                     | ブラックスバーグ                            |
| 2017年                                      | 11月24日                                    | バージニア工科大                            | 10 - 0                                      | シャーロッツビル                            |
| 2018年                                      | 11月23日                                    | バージニア工科大                            | 34 - 31                                     | ブラックスバーグ                            |